# Коловорот (фестиваль)
«Коловорот», згодом перейменований в «Коловорот Нове Коло» — традиційний український, до 2010 року щорічний, блек-метал фестиваль, початково заснований у місті Харків. Тематично об'єднує виконавців творчість котрих присвячена рідновірству та радикальним ідеям. Час проведення, як правило, було присвячено до дати зимового сонцестояння. Під час першої каденції єдиним винятком був 2004 рік коли через революційні події захід не відбувся.
Надалі, через завершення 12 річного язичницького циклу, проведення фестивалю було призупинено з планами надалі проводити його влітку, але через тиск тодішніх урядових можновладців, та подальший військовий конфлікт, їх вдалося реалізувати лише 2017-го, відколи «Коловорот», вже часово пов'язаний з літнім сонцестоянням, було відновлено у Києві.
Місцем проведення початково був харківський клуб «Fort», після його закриття у 2008-му «Жара».

## Історія проведення

### 1998
| Колективи                                                                |
| Nokturnal Mortum Lucifugum Astrofaes Runes of Dianceht Reusmarkt Dub Buk |

### 1999
| Колективи                                     |
| Astrofaes Lucifugum Dub Buk Runes of Dianceht |

### 2000
| Колективи                           |                                                |
| День I                              | День II                                        |
| Munruthel Nitberg Dub Buk Astrofaes | Wojnar Hate Forest Runes of Dianceht Lucifugum |

### 2001
| Колективи                                        |                                                                                                   |
| День I                                           | День II                                                                                           |
| Святогор Dub Buk Hate Forest Munruthel Astrofaes | Цирюльня ім. Котовського (ex-Dachau) Runes of Dianceht Whites Load Сокира Перуна Nokturnal Mortum |

### 2002
| Колективи                                                                              |
| Цирюльня ім. Котовського Thunderkraft Runes of Dianceht Nokturnal Mortum Сокира Перуна |

### 2003
| Колективи                                                           |
| Велимор Dub Buk Темнозорь Runes of Dianceht Astrofaes Сокира Перуна |

### 2005
| Колективи                                             |
| Khors Dissimulation Темнозорь Obtest Nokturnal Mortum |

### 2006
| Колективи                               |
| Tumulus Khors Adultery Nokturnal Mortum |

### 2007
| Колективи                                  |
| Kroda Reusmarkt Темнозорь Nokturnal Mortum |

### 2008
| Колективи                                 |                                |
| День I                                    | День II                        |
| Сварга Reusmarkt Dub Buk Nokturnal Mortum | М8Л8ТХ Велимор Kroda Темнозорь |

### 2009
| Колективи                                     |
| Djur Khors Reusmarkt Dub Buk Nokturnal Mortum |

### 2010
| Колективи                               |                  |
| День I                                  | День II          |
| Khors Dub Buk Reusmarkt Ulvegr Небокрай | Nokturnal Mortum |

### 2017
| Колективи                           |
| Burshtyn Nokturnal Mortum Graveland |